# Kamyszyn (stacja kolejowa)
Kamyszyn (ros: Камышин) – stacja kolejowa w Kamyszynie, w obwodzie wołgogradzkim, w Rosji. Jest zarządzana przez wołgogradzki oddział Kolei Nadwołżańskiej i znajduje się na 475 kilometrze linii Tambow – Kamyszyn. Kamyszyn jest stacją czołową, skomunikowaną z drogami dojazdowymi do kombinatu produkcji szkła Kamyszinskij.
Liczba torów na stacji to 8, liczba peronów to 2. Ze stacji rozpoczyna bieg pociąg nr 379/380 Kamyszyn - Moskwa - Kamyszyn.
Pod wiaduktem, na którym znajdują się tory stacyjne przebiega ulica Niekrasowa. Ze stacji Kamyszyn prowadzą bocznice kolejowe do stacji zakładowej Kombinatskaja, która znajduje się w dzielnicy Nieftjanikow (Kamyszyn).

## Linie kolejowe
Tambow – Kamyszyn